# Alexandre Passerin d'Entrèves
 (octobre 2024).
Alexandre Passerin d'Entrèves et Courmayeur (Turin, 26 avril 1902 – 15 décembre 1985) est un philosophe, antifasciste, partisan et historien du droit italien. Il est l'un des plus importants penseurs libéraux italiens du XXe siècle.

## Biographie
Alexandre Passerin d'Entrèves nait à Turin, issu d'une ancienne famille noble valdôtaine il est le fils d'Hector (1863-1936) et de Maria fille du Baron Gamba. Après avoir obtenu le diplôme de lycée classique au Lycée Massimo d'Azeglio dans la capitale piémontaise, il obtient ensuite sa maîtrise en 1922 avec Gioele Solari (it) maître aussi de Norberto Bobbio et de Luigi Firpo (it). Il rencontre Piero Gobetti et collabore à la « Rivoluzione liberale ». Il publie son mémoire de thèse sur Hegel dans l'imprimerie fondée par Gobetti. Ses maîtres sont aussi Francesco Ruffini (it) et Luigi Einaudi (à Turin), et les frères Carlyle à l'Université d'Oxford, où en 1932 il obtient un doctorat sur la pensée politique médiévale et sur le constitutionnalisme de Richard Hooker. En 1932, il obtient la chaire de doctrine politique à l'Université de Messine, avant de se transférer à Pavie, et ensuite ò Turin.
Il est capitaine de complément des Alpins et membre du Comité de libération nationale (CLN), par lequel il est nommé premier préfet d'Aoste en 1945. Avec Frédéric Chabod, il est le promoteur du Statut spécial de la Vallée d'Aoste.
Il a la chaire d'études italiennes à Oxford de 1945 à 1956, et donne plusieurs semestres d'enseignement à l'Université Yale.
Après son retour en Italie, il enseigne la doctrine de l'État et ensuite l'histoire de la pensée politique médiévale. Après des années de débat, il parvient à faire insérer dans le plan d'études des universités italiennes le cours de philosophie politique, qu'il enseigne jusqu'en 1972 à Turin, lorsqu'il cède sa chaire à Norberto Bobbio.
En 1969 il est parmi les fondateurs de la faculté de sciences politiques de l'Université de Turin, dont il est nommé premier doyen.
Il est membre de nombreuses institutions scientifiques et culturelles européennes et aux États-Unis. Au début des années 1980, il est nommé doyen de l'Académie des sciences de Turin. Il collabore avec le quotidien turinois « La Stampa ».
La ville de Turin lui a dédié la bibliothèque civique « Cascina Giaione ».

## Œuvres
Plusieurs ouvrages d'Alexandre Passerin d'Entrèves sont en réimpression, par le fait d'être considérés comme très importants par les savants contemporains, et utiles afin de reconduire la façon actuelle de gérer la « res publica » principalement au concept de politique.
Parmi ses ouvrages les plus connus, La dottrina dello stato (1962) est considéré comme la synthèse de sa pensée historico-philosophique.
- (it) La teoria del diritto e della politica in Inghilterra all'inizio dell'età moderna, Turin, Institut juridique de l'université royale, 1929.
- (it) « Stato e Chiesa secondo Zwingli », dans Rivista internazionale di filosofia del diritto, Rome, 1931.
- Les Passerin, Ivrée, F. Viassone, 1933.
- (it) Appunti di storia delle dottrine politiche: la filosofia politica medioevale, Turin, Giappichelli, 1934.
- (it) Morale, Rome, Athenaeum, 1937.
- (it) Morale, diritto ed economia, Pavie, Librairie internationale frères Treves, 1937.
- (en) Alessandro Manzoni: annual italian lecture of Bristish Academy 1949, Londres, G. Cumberlege, s.d.
- (en) Natural Law, Hutchinson University Library, 1951.
- (en) Italy and Europe, Nottingham, Université de Nottingham, 1952.
- (it) Dante politico e altri saggi, Turin, Einaudi, 1955.
  - (en) Dante as a political thinker, Oxford, Clarendon Press, 1965.
- (it) Per la storia del pensiero politico medievale: pagine sparse, Turin, G. Giappichelli, 1970.
- (it) La filosofia della politica, Turin, UTET, 1972.
- Écrits sur la Vallée d'Aoste, Bologne, Boni, 1979.
- Les bornes du royaume : écrits de philosophie politique et d'histoire valdôtaine, Milan, F. Angeli, 1984.
- (it) La dottrina dello Stato: elementi di analisi e di interpretazione  (préf. Eligio Resta (it), postface Enrica Rigo), Turin, Giappichelli, 1962 (réimpr. 2009).